# 弗氏擬白魚
弗氏擬白魚（学名：Alburnoides freyhofi）為輻鰭魚綱鯉形目雅羅魚科擬白魚屬的其中一種，分布於亞洲土耳其克澤爾河流域，體長可達9.3公分，棲息在水質清澈、礫石底及、流動快速的河川底中層水域，生活習性不明。

## 扩展阅读
維基物種上的相關：弗氏擬白魚